# Halirages nilssoni
Halirages nilssoni är en kräftdjursart som beskrevs av Axel Ohlin 1895. Halirages nilssoni ingår i släktet Halirages och familjen Calliopiidae. Inga underarter finns listade i Catalogue of Life.